# Jeroen Trommel
Jeroen Paul Trommel (Apeldoorn, 1º agosto 1980) è un ex pallavolista olandese.

## Palmarès

### Club
- Supercoppa francese: 1

2013
- Coppa CEV: 1

2013-14

### Nazionale (competizioni minori)
- European League 2004